# Platoul Canadian
Platoul Canadian este o zonă stâncoasă erodată cu multe lacuri și râuri folosite pentru producerea energiei electrice, mai ales în nordul provinciei Quebec și în Ontario. Platoul include și zone umede, zonele joase din Golful Hudson.